# Großer Preis der Niederlande 1974
Der Große Preis der Niederlande 1974 (offiziell XXI Grote Prijs van Nederland) fand am 23. Juni auf dem Circuit Park Zandvoort in Zandvoort statt und war das achte Rennen der Automobil-Weltmeisterschaft 1974.

## Berichte

### Hintergrund
Bereits zum wiederholten Mal sollte dem Trojan-Team die Teilnahme an einem WM-Grand-Prix untersagt werden. Daraufhin klagten die Teamverantwortlichen vor einer Sportbehörde und bekamen Recht. Somit bestand die Meldeliste für den Großen Preis der Niederlande aus 27 Fahrzeugen.
Nach dem Karriereende von Brian Redman verpflichtete man bei Shadow dessen Landsmann Tom Pryce als Werksfahrer für den Rest der Saison.
Arturo Merzario nahm seinen Stammplatz im Team von Frank Williams wieder wahr und fuhr an diesem Wochenende an der Seite von Gijs van Lennep, der im zweiten Iso-Marlboro die Chance erhielt, an seinem Heim-Grand-Prix als Gaststarter teilzunehmen, was er jedoch knapp verfehlte. Ebenfalls von einer Verletzung genesen, ging Hans-Joachim Stuck wieder als March-Werkspilot an den Start.
Jochen Mass trat als einziger Surtees-Pilot an, da Carlos Pace das Team nach einem Streit mit Teamchef John Surtees verlassen hatte und zunächst nicht ersetzt wurde.
Emerson Fittipaldi bestritt seinen 50. Grand Prix.

### Training
Aus den Trainingszeiten resultierte eine erste Startreihe bestehend aus den beiden Ferrari von Niki Lauda und Clay Regazzoni. Die zweite Reihe wurde von den McLaren-Piloten Fittipaldi und Mike Hailwood gebildet. Es folgten Jody Scheckter und James Hunt in der dritten Reihe.
Pryce erzielte einen respektablen 11. Startplatz, ebenso Guy Edwards im unterlegenen Lola mit Rang 14. Jacky Ickx erreichte als 18. zum wiederholten Mal eine für das Team Lotus enttäuschende Startposition.
Nur die 25 schnellsten Piloten wurden für das Rennen zugelassen. van Lennep und Tim Schenken scheiterten an dieser Qualifikationshürde.

### Rennen
Lauda ging von der Pole-Position aus in Führung vor Hailwood, Regazzoni und Patrick Depailler, der vom achten Rang aus gestartet war. Hunt fiel nach einem schlechten Start von Position sechs zurück und kollidierte dabei mit Pryce, dessen Rennen dadurch beendet war. Hunt selbst gab zwei Runden später an der Box aufgrund von aus der Kollision resultierenden Folgeschäden ebenfalls auf.
In der zweiten Runde übernahm Regazzoni den zweiten Platz von Hailwood, während Fittipaldi etwa zur gleichen Zeit Scheckter überholte und somit den fünften Rang einnahm. Hailwood fiel im Laufe der folgenden Runden hinter Depailler und Fittipaldi zurück. Dieser wiederum gelangte einige Umläufe später an Depailler vorbei. Da der Franzose mit starkem Übersteuern zu kämpfen hatte, konnte er sich daraufhin auch nicht gegen die Überholversuche von Hailwood und Scheckter wehren.
Während der letzten 30 Runden des Rennens änderte sich an der Reihenfolge der Punkteplatzierten nichts mehr. Ferrari feierte einen Doppelsieg vor dem nach wie vor in der Weltmeisterschaft führenden Fittipaldi.
Bereits zum zweiten Mal in Folge wurde Vern Schuppan nach dem Rennen disqualifiziert. Der Grund war in diesem Fall ein unerlaubter Reifenwechsel außerhalb der Boxengasse.

## Meldeliste
| Team                            | Nr. | Fahrer               | Chassis           | Motor                    | Reifen |
| ------------------------------- | --- | -------------------- | ----------------- | ------------------------ | ------ |
| John Player Team Lotus          | 01  | Ronnie Peterson      | Lotus 72E         | Ford Cosworth DFV 3.0 V8 | G      |
| John Player Team Lotus          | 02  | Jacky Ickx           | Lotus 72E         | Ford Cosworth DFV 3.0 V8 | G      |
| Elf Team Tyrrell                | 03  | Jody Scheckter       | Tyrrell 007       | Ford Cosworth DFV 3.0 V8 | G      |
| Elf Team Tyrrell                | 04  | Patrick Depailler    | Tyrrell 007       | Ford Cosworth DFV 3.0 V8 | G      |
| Marlboro Team Texaco            | 05  | Emerson Fittipaldi   | McLaren M23       | Ford Cosworth DFV 3.0 V8 | G      |
| Marlboro Team Texaco            | 06  | Denis Hulme          | McLaren M23       | Ford Cosworth DFV 3.0 V8 | G      |
| Yardley Team McLaren            | 33  | Mike Hailwood        | McLaren M23       | Ford Cosworth DFV 3.0 V8 | G      |
| Motor Racing Developments       | 07  | Carlos Reutemann     | Brabham BT44      | Ford Cosworth DFV 3.0 V8 | G      |
| Motor Racing Developments       | 08  | Rikky von Opel       | Brabham BT44      | Ford Cosworth DFV 3.0 V8 | G      |
| March Engineering               | 09  | Hans-Joachim Stuck   | March 741         | Ford Cosworth DFV 3.0 V8 | G      |
| March Engineering               | 10  | Vittorio Brambilla   | March 741         | Ford Cosworth DFV 3.0 V8 | G      |
| Scuderia Ferrari SpA SEFAC      | 11  | Clay Regazzoni       | Ferrari 312B3     | Ferrari 001/11 3.0 F12   | G      |
| Scuderia Ferrari SpA SEFAC      | 12  | Niki Lauda           | Ferrari 312B3     | Ferrari 001/11 3.0 F12   | G      |
| Team Motul B.R.M.               | 14  | Jean-Pierre Beltoise | BRM P201          | BRM P200 3.0 V12         | F      |
| Team Motul B.R.M.               | 37  | François Migault     | BRM P201          | BRM P200 3.0 V12         | F      |
| Team Motul B.R.M.               | 15  | Henri Pescarolo      | BRM P160E         | BRM P142 3.0 V12         | F      |
| UOP Shadow Racing Team          | 16  | Tom Pryce            | Shadow DN3        | Ford Cosworth DFV 3.0 V8 | G      |
| UOP Shadow Racing Team          | 17  | Jean-Pierre Jarier   | Shadow DN3        | Ford Cosworth DFV 3.0 V8 | G      |
| Bang & Olufsen Team Surtees     | 19  | Jochen Mass          | Surtees TS16      | Ford Cosworth DFV 3.0 V8 | F      |
| Frank Williams Racing Cars      | 20  | Arturo Merzario      | Iso-Marlboro FW02 | Ford Cosworth DFV 3.0 V8 | F      |
| Frank Williams Racing Cars      | 21  | Gijs van Lennep      | Iso-Marlboro FW01 | Ford Cosworth DFV 3.0 V8 | F      |
| Team Ensign                     | 22  | Vern Schuppan        | Ensign N174       | Ford Cosworth DFV 3.0 V8 | F      |
| Trojan Tauranac Racing          | 23  | Tim Schenken         | Trojan T103       | Ford Cosworth DFV 3.0 V8 | F      |
| Hesketh Racing                  | 24  | James Hunt           | Hesketh 308       | Ford Cosworth DFV 3.0 V8 | F      |
| Embassy Racing with Graham Hill | 26  | Graham Hill          | Lola T370         | Ford Cosworth DFV 3.0 V8 | F      |
| Embassy Racing with Graham Hill | 27  | Guy Edwards          | Lola T370         | Ford Cosworth DFV 3.0 V8 | F      |
| John Goldie Racing with Hexagon | 28  | John Watson          | Brabham BT42      | Ford Cosworth DFV 3.0 V8 | F      |

## Klassifikationen

### Startaufstellung
| Pos. | Fahrer               | Konstrukteur | Zeit    | Ø-Geschwindigkeit | Start |
| ---- | -------------------- | ------------ | ------- | ----------------- | ----- |
| 01   | Niki Lauda           | Ferrari      | 1:18,31 | 194,274 km/h      | 01    |
| 02   | Clay Regazzoni       | Ferrari      | 1:18,91 | 192,797 km/h      | 02    |
| 03   | Emerson Fittipaldi   | McLaren-Ford | 1:19,56 | 191,222 km/h      | 03    |
| 04   | Mike Hailwood        | McLaren-Ford | 1:19,68 | 190,934 km/h      | 04    |
| 05   | Jody Scheckter       | Tyrrell-Ford | 1:19,91 | 190,384 km/h      | 05    |
| 06   | James Hunt           | Hesketh-Ford | 1:19,95 | 190,289 km/h      | 06    |
| 07   | Jean-Pierre Jarier   | Shadow-Ford  | 1:20,07 | 190,004 km/h      | 07    |
| 08   | Patrick Depailler    | Tyrrell-Ford | 1:20,14 | 189,838 km/h      | 08    |
| 09   | Denis Hulme          | McLaren-Ford | 1:20,15 | 189,814 km/h      | 09    |
| 10   | Ronnie Peterson      | Lotus-Ford   | 1:20,22 | 189,648 km/h      | 10    |
| 11   | Tom Pryce            | Shadow-Ford  | 1:20,44 | 189,130 km/h      | 11    |
| 12   | Carlos Reutemann     | Brabham-Ford | 1:20,45 | 189,106 km/h      | 12    |
| 13   | John Watson          | Brabham-Ford | 1:20,78 | 188,334 km/h      | 13    |
| 14   | Guy Edwards          | Lola-Ford    | 1:21,00 | 187,822 km/h      | 14    |
| 15   | Vittorio Brambilla   | March-Ford   | 1:21,01 | 187,799 km/h      | 15    |
| 16   | Jean-Pierre Beltoise | B.R.M.       | 1:21,04 | 187,730 km/h      | 16    |
| 17   | Vern Schuppan        | Ensign-Ford  | 1:21,14 | 187,498 km/h      | 17    |
| 18   | Jacky Ickx           | Lotus-Ford   | 1:21,21 | 187,337 km/h      | 18    |
| 19   | Graham Hill          | Lola-Ford    | 1:21,22 | 187,313 km/h      | 19    |
| 20   | Jochen Mass          | Surtees-Ford | 1:21,27 | 187,198 km/h      | 20    |
| 21   | Arturo Merzario      | Iso-Ford     | 1:21,52 | 186,624 km/h      | 21    |
| 22   | Hans-Joachim Stuck   | March-Ford   | 1:21,53 | 186,601 km/h      | 22    |
| 23   | Rikky von Opel       | Brabham-Ford | 1:21,56 | 186,533 km/h      | 21    |
| 24   | Henri Pescarolo      | B.R.M.       | 1:21,84 | 185,894 km/h      | 24    |
| 25   | François Migault     | B.R.M.       | 1:22,34 | 184,766 km/h      | 25    |
| DNQ  | Tim Schenken         | Trojan-Ford  | 1:22,65 | 184,073 km/h      | –     |
| DNQ  | Gijs van Lennep      | Iso-Ford     | 1:22,68 | 184,006 km/h      | –     |

### Rennen
| Pos. | Fahrer               | Konstrukteur | Runden | Stopps | Zeit       | Start | Schnellste Runde |
| ---- | -------------------- | ------------ | ------ | ------ | ---------- | ----- | ---------------- |
| 01   | Niki Lauda           | Ferrari      | 75     | 0      | 1:43:00,35 | 01    | 1:21,69          |
| 02   | Clay Regazzoni       | Ferrari      | 75     | 0      | + 8,25     | 02    | 1:21,60          |
| 03   | Emerson Fittipaldi   | McLaren-Ford | 75     | 0      | + 30,27    | 03    | 1:21,71          |
| 04   | Mike Hailwood        | McLaren-Ford | 75     | 0      | + 31,29    | 04    | 1:21,67          |
| 05   | Jody Scheckter       | Tyrrell-Ford | 75     | 0      | + 34,28    | 05    | 1:21,65          |
| 06   | Patrick Depailler    | Tyrrell-Ford | 75     | 0      | + 51,52    | 08    | 1:22,03          |
| 07   | John Watson          | Brabham-Ford | 75     | 0      | + 1:13,95  | 13    | 1:22,49          |
| 08   | Ronnie Peterson      | Lotus-Ford   | 73     | 0      | + 2 Runden | 10    | 1:21,44 (63.)    |
| 09   | Rikky von Opel       | Brabham-Ford | 73     | 0      | + 2 Runden | 23    | 1:23,45          |
| 10   | Vittorio Brambilla   | March-Ford   | 72     | 0      | + 3 Runden | 15    | 1:23,48          |
| 11   | Jacky Ickx           | Lotus-Ford   | 71     | 0      | + 4 Runden | 18    | 1:23,13          |
| 12   | Carlos Reutemann     | Brabham-Ford | 71     | 0      | + 4 Runden | 12    | 1:22,22          |
| –    | Denis Hulme          | McLaren-Ford | 60     | 0      | DNF        | 09    | 1:21,90          |
| –    | François Migault     | B.R.M.       | 60     | 0      | DNF        | 25    | 1:22,91          |
| –    | Arturo Merzario      | Iso-Ford     | 54     | 0      | DNF        | 21    | 1:21,86          |
| –    | Guy Edwards          | Lola-Ford    | 36     | 0      | DNF        | 14    |                  |
| –    | Jean-Pierre Jarier   | Shadow-Ford  | 28     | 0      | DNF        | 07    | 1:23,16          |
| –    | Jean-Pierre Beltoise | B.R.M.       | 18     | 0      | DNF        | 16    | 1:23,90          |
| –    | Graham Hill          | Lola-Ford    | 16     | 0      | DNF        | 19    | 1:24,03          |
| –    | Henri Pescarolo      | B.R.M.       | 15     | 0      | DNF        | 24    | 1:25,39          |
| –    | Jochen Mass          | Surtees-Ford | 8      | 0      | DNF        | 20    | 1:23,48          |
| –    | James Hunt           | Hesketh-Ford | 2      | 0      | DNF        | 06    | 1:30,37          |
| –    | Tom Pryce            | Shadow-Ford  | 0      | 0      | DNF        | 11    | –                |
| –    | Hans-Joachim Stuck   | March-Ford   | 0      | 0      | DNF        | 22    | –                |
| DSQ  | Vern Schuppan        | Ensign-Ford  | 69     | 0      | + 6 Runden | 17    | 1:23,99          |

## WM-Stände nach dem Rennen
Die ersten sechs des Rennens bekamen 9, 6, 4, 3, 2 bzw. 1 Punkt(e). In der Konstrukteurswertung zählten nur die Punkte des bestplatzierten Fahrers eines Teams. Es zählten nur die besten sieben Ergebnisse aus den ersten acht Rennen und die besten sechs aus den letzten sieben Rennen. Streichresultate sind in Klammern gesetzt.

### Fahrerwertung
| Pos. | Fahrer               | Konstrukteur              | Punkte |
| ---- | -------------------- | ------------------------- | ------ |
| 01   | Emerson Fittipaldi   | McLaren-Ford              | 31     |
| 02   | Niki Lauda           | Ferrari                   | 30     |
| 03   | Clay Regazzoni       | Ferrari                   | 28     |
| 04   | Jody Scheckter       | Tyrrell-Ford              | 23     |
| 05   | Mike Hailwood        | McLaren-Ford              | 12     |
| 06   | Denis Hulme          | McLaren-Ford              | 11     |
| 07   | Patrick Depailler    | Tyrrell-Ford              | 11     |
| 08   | Ronnie Peterson      | Lotus-Ford                | 10     |
| 09   | Jean-Pierre Beltoise | B.R.M.                    | 10     |
| 10   | Carlos Reutemann     | Brabham-Ford              | 9      |
| 11   | Jean-Pierre Jarier   | Shadow-Ford               | 6      |
| 12   | Hans-Joachim Stuck   | March-Ford                | 5      |
| 13   | James Hunt           | March-Ford / Hesketh-Ford | 4      |
| 14   | Jacky Ickx           | Lotus-Ford                | 4      |
| 15   | Carlos Pace          | Surtees-Ford              | 3      |
| 16   | Arturo Merzario      | Iso-Ford                  | 1      |
| 17   | John Watson          | Brabham-Ford              | 1      |
| 18   | Graham Hill          | Lola-Ford                 | 1      |
| 19   | Brian Redman         | Shadow-Ford               | 0      |
| 20   | Howden Ganley        | March-Ford                | 0      |
| 21   | Guy Edwards          | Lola-Ford                 | 0      |
| 22   | Tom Belsø            | Iso-Ford                  | 0      |

| Pos. | Fahrer             | Konstrukteur             | Punkte |
| ---- | ------------------ | ------------------------ | ------ |
| 23   | Henri Pescarolo    | B.R.M.                   | 0      |
| 24   | Vittorio Brambilla | March-Ford               | 0      |
| 25   | Rikky von Opel     | Brabham-Ford             | 0      |
| 26   | Tim Schenken       | Trojan-Ford              | 0      |
| 27   | Ian Scheckter      | Lotus-Ford               | 0      |
| 28   | Eddie Keizan       | Tyrrell-Ford             | 0      |
| 29   | Richard Robarts    | Brabham-Ford             | 0      |
| 30   | Gijs van Lennep    | Iso-Ford                 | 0      |
| 31   | François Migault   | B.R.M.                   | 0      |
| 32   | Vern Schuppan      | Ensign-Ford              | 0      |
| 33   | Jochen Mass        | Surtees-Ford             | 0      |
| 34   | Teddy Pilette      | Brabham-Ford             | 0      |
| 35   | Dave Charlton      | McLaren-Ford             | 0      |
| 36   | Peter Revson †     | Shadow-Ford              | 0      |
| 37   | Paddy Driver       | Lotus-Ford               | 0      |
| –    | Chris Amon         | Amon-Ford                | 0      |
| –    | Tom Pryce          | Token-Ford / Shadow-Ford | 0      |
| –    | Gérard Larrousse   | Brabham-Ford             | 0      |
| –    | Reine Wisell       | March-Ford               | 0      |
| –    | Leo Kinnunen       | Surtees-Ford             | 0      |
| –    | Bertil Roos        | Shadow-Ford              | 0      |

### Konstrukteurswertung
| Pos. | Konstrukteur | Punkte  |
| ---- | ------------ | ------- |
| 01   | McLaren-Ford | 42 (44) |
| 02   | Ferrari      | 39      |
| 03   | Tyrrell-Ford | 27      |
| 04   | Lotus-Ford   | 13      |
| 05   | Brabham-Ford | 10      |
| 06   | B.R.M.       | 10      |
| 07   | Shadow-Ford  | 6       |
| 08   | March-Ford   | 5       |

| Pos. | Konstrukteur | Punkte |
| ---- | ------------ | ------ |
| 09   | Hesketh-Ford | 4      |
| 10   | Surtees-Ford | 3      |
| 11   | Iso-Ford     | 1      |
| 12   | Lola-Ford    | 1      |
| 13   | Trojan-Ford  | 0      |
| 14   | Ensign-Ford  | 0      |
| –    | Amon-Ford    | 0      |
| –    | Token-Ford   | 0      |